# Ferdinand Muhl
Carl Philipp Ferdinand Muhl (* 13. Januar 1829 in Langen (Hessen); † 24. Dezember 1897 in Darmstadt) war Großherzoglich Hessischer Forstmeister und Vorsitzender des Forstvereins für das Großherzogtum Hessen.

## Leben
Ferdinand Muhl war ein Sohn des Gießener Stadtrichters Carl Theodor Muhl (1792–1875) und dessen Ehefrau Elise Machenhauer (1802–1873) und wuchs mit seinem älteren Bruder Karl (1826–1897, Jurist und Politiker) auf. Nach dem Abitur am Landgraf-Ludwigs-Gymnasium in Gießen absolvierte er ein Studium der Forstwirtschaft an der Justus-Liebig-Universität Gießen (Immatrikulation 1846).
Sein Vater war ein Halbbruder des Forstwissenschaftlers Carl Heyer und begeisterte ihn früh für jagd- und forstliche Angelegenheiten. Nach Ablegung der Oberförsterprüfung (1850) und der Forstmeisterprüfung (1852, Lektor Carl Heyer) begann er als Gehilfe beim Forstamt Gießen und als Assistent an der Universität. 
Bevor er 1859 Großherzoglich Hessischer Oberrförster in Mönchbruch wurde, war er ab 1855 Forstmeister im steiermärkischen Forstverein in Graz. Während dieser Zeit unterstützte er Gustav Heyer bei der Erstellung seines Werkes Lehrbuch der forstlichen Bodenkunde und Klimatologie.

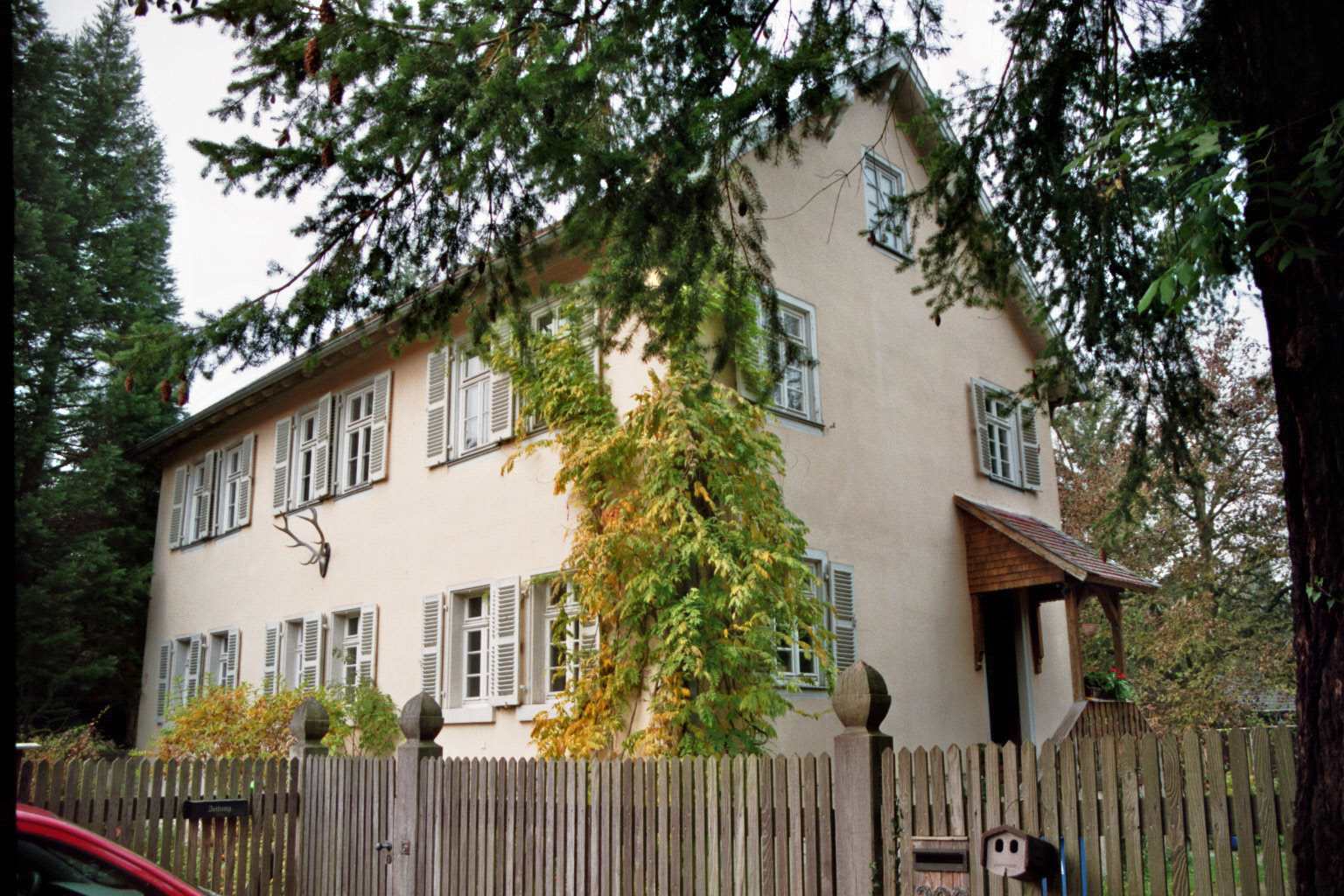
Försterei Bessungen, Dienstsitz des Ferdinand Muhl

Nach Tätigkeiten als Forstmeister in verschiedenen Forstämtern (Forstamt Nidda), in der Försterei Bessungen und zuletzt in Darmstadt, wechselte er 1893 als Ministerialrat und Vorsitzender der Abteilung Forst- und Kameralverwaltung im hessischen Finanzministerium.
1897 schied er aus gesundheitlichen Gründen auf eigenen Wunsch aus dem Amt.
Er starb nach langer Krankheit am Heiligabend 1897. Bei seiner Beerdigung 
am 2. Weihnachtstag stand eine große Zahl von Trauernden an seinem Grab, unter ihnen Großherzog Ernst Ludwig. Kaiser Wilhelm ließ an seinem Grab einen Kranz niederlegen.

### Familie
Am 20. Oktober 1857 schloss er in Gießen mit Sophie Luise Ploch (1836–1920, Tochter des Politikers Karl Ploch und der Theodore Friederike Nebel) die Ehe, aus der die Tochter Elisabeth (* 1858), oo August Dietz (1854–1920, Regierungsrat) hervorgegangen ist.

### Öffentliche Ämter
- 1892 Vorsitzender des 1875 gegründeten Forstvereins für das Großherzogtum Hessen

### Auszeichnungen
- Geheimnrat